# Selecció de futbol del Perú
La selecció de futbol del Perú és l'equip de futbol que representa el Perú a les competicions d'aquest esport des del 1927. Està organitzada per la Federació Peruana de Futbol (FPF), i és un dels deu membres de la CONMEBOL, la Confederació Sud-americana de Futbol de la FIFA. L'actuació de l'equip peruà ha estat inconsistent al llarg del temps; els seus períodes de més èxit van ser entre la dècada de 1930 i la de 1970. L'equip disputa la majoria dels seus partits a l'Estadio Nacional de Lima, la capital del país.
Perú ha guanyat la Copa América en dues ocasions, a més de classificar-se per la fase final de la Copa del Món en cinc edicions; a més, també va participar en els Jocs Olímpics de 1936. Els seus rivals històrics són Xile i Equador. L'equip és ben reconegut per la seva samarreta blanca amb una franja diagonal vermella, combinant els colors nacionals del país. Aquest disseny bàsic ha estat utilitzat de manera continuada des del 1936, donant nom a l'àlies habitual del conjunt, la Blanquirroja ("la blanc-i-vermella").
L'equip nacional peruà va participar en la primera Copa del Món, disputada el 1930; més tard va adjudicar-se els Jocs Bolivarians de 1938 i la Copa Amèrica de 1939, destacant jugadors com el porter Juan Valdivieso i els davanters Teodoro Fernández i Alejandro Villanueva. L'èxit futbolístic del Perú durant la dècada de 1970 li va comportar reconeixement internacional; en aquell equip va destacar la dupla ofensiva formada per Hugo Sotil i Teófilo Cubillas, sovint considerat el millor jugador de la història peruana, així com el defensa Héctor Chumpitaz. Aquest combinat es va classificar en tres ocasions per disputar la Copa del Món i, a més, va adjudicar-se la Copa Amèrica de 1975.
El 2019 va ser subcampió de la Copa Amèrica realitzada al Brasil. No va classificar al mundial de 2022 després de perdre davant Austràlia.

## Història

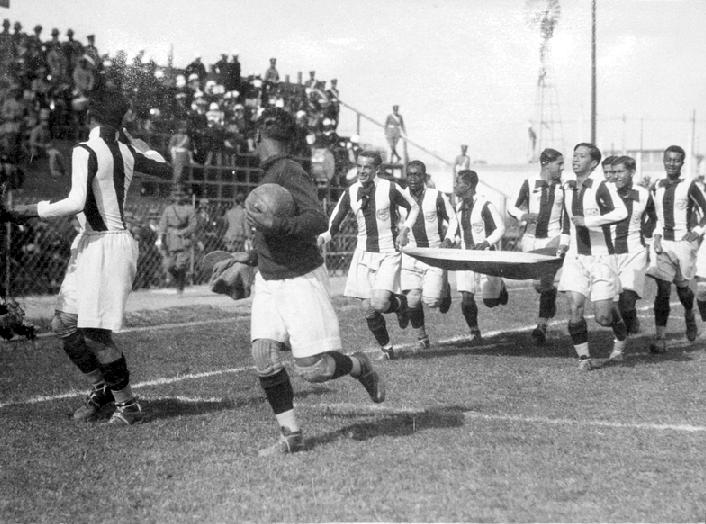
Debut de Perú al Campionat Sud-americà de 1927 a Lima

La Federació Peruana de Futbol (FPF) es va unir a la Confederació Sud-americana de Futbol (CONMEBOL) el 1925 i, després de reestructurar les seves finances, va formar la selecció nacional peruana el 1927. L'equip va debutar en el marc del Campionat Sud-americà de 1927, celebrat per la FPF a l'Estadio Nacional de Lima. Perú va perdre el seu primer partit, per 0-4, contra l'Uruguai, però després va aconseguir una victòria, per 3-2, contra Bolívia. Més endavant Perú participaria en la primera Copa del Món de futbol, el 1930, on no va poder passar de la primera fase.

### El títol del Campionat Sud-americà
Durant la dècada de 1930, el futbol peruà va entrar en la seva primera època daurada, en part gràcies al fet que els peruans van viatjar a l'estranger per millorar el seu joc. Entre 1933 i 1934, el Combinado del Pacífico, un equip compost per jugadors xilens i peruans, va viatjar a Europa, on va aconseguir molta experiència. Començant per la Ciclista Lima, el 1926, els equips de futbol peruans també van començar a viatjar per l'Amèrica llatina, aconseguint nombroses victòries. En el marc d'una d'aquestes gires, el pas imbatut de l'Alianza Lima per Xile el 1935, va aparèixer el terme Rodillo Negro per referir-se a un grup de jugadors molt talentosos liderats per Alejandro Villanueva, Teodoro Fernández i el porter Juan Valdivieso. L'hgistoriador esportiu Richard Witzig va descriure aquests tres com "un triumvirat de futbolistes insuperables al món en aquell moment", citant la seva innovació combinada i la seva efectivitat als dos costats del camp. Perú i el Rodillo Negro van enamorar els aficionats durant els Jocs Olímpics de 1936, van guanyar els primers Jocs Bolivarians, el 1938, i van acabar la dècada com a campions de Sud-amèrica.

### 1940-1960
Els anys següents van ser menys exitosos per l'equip; segons l'historiador David Goldblatt, "tot i les aparents precondicions pel creixement futbolístic i l'èxit, el futbol peruà va desaparèixer". Goldblatt atribueix aquest fet a la repressió de les autoritats peruanes contra les "organitzacions socials, esportives i polítiques entre els pobres de les ciutats i del camp" durant les dècades de 1940 i 1950. No obstant, Perú va tenir actuacions destacades als Campionats Sud-americans d'aquell període, aconseguint una tercera posició al Brasil el 1949 i a Xile el 1955, i quedant eliminat per molt poc per disputar la fase final de la Copa del Món de Suècia del 1958, perdent la darrera eliminatòria contra el Brasil, que finalment es proclamaria campió de la competició.

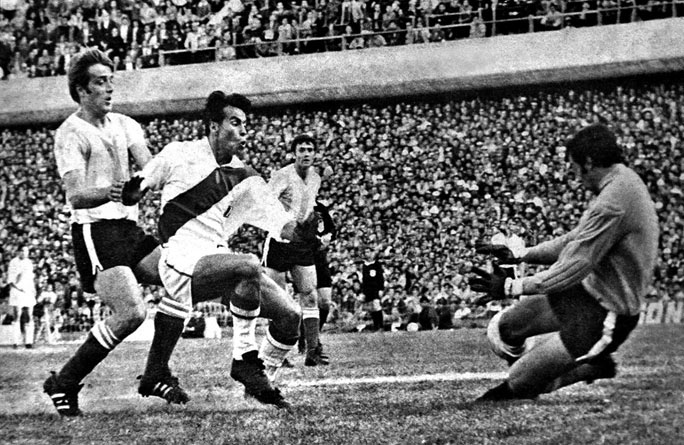
Oswaldo Ramírez va marcar el gol contra l'Argentina que permetia a la selecció peruana disputar la fase final de la Copa del Món de 1970.

### La segona generació d'or
L'èxit aconseguit cap a la fi de la dècada de 1960 que va culminar amb la classificació per la fase final de la Copa del Món de 1970, iniciava una segona etapa daurada del futbol peruà. La meravellosa parella atacant formada per Teófilo Cubillas i Hugo Sotil ha estat marcada com un factor clau dels triomfs peruans durant la dècada de 1970. Perú va arribar als quarts de final el 1970, perdent només contra els futurs campions del torneig, el Brasil, aconseguint a més el primer premi al joc net de la FIFA; l'historiador Richard Henshaw descriu el Perú com"la sorpresa de la competició de 1970, mostrant estil i un gran nivell d'habilitat". Cinc anys més tard, Perú es va convertir en el campió de Sud-amèrica per segona vegada a la seva història, guanyant la Copa Amèrica de 1975 (l'antic campionat sud-americà rebatejat). Posteriorment l'equip es classificaria consecutivament en dues fases finals de la Copa del Món més, assolint la segona ronda a Argentina '78 i la fase de grups a Espanya '82. L'eliminació tan aviat de Perú el 1982 va marcar el final d'un estil molt fluid que practicava l'equip i que era admirat mundialment. Tot i així, Perú va estar a punt de classificar-se per disputar la Copa del Món de 1986, quedant només per darrere de l'Argentina, que s'imposaria al torneig disputat a Mèxic.

### 1987-2000
Les noves expectatives de Perú es van centrar en una generació molt jove de jugadors de l'Alianza Lima coneguts col·loquialment com Los Potrillos (Els poltres). Els sociòlegs Aldo Panfichi i Victor Vich van escriure que Los Potrillos "es van convertir en l'esperança de tot el país"; els aficionats esperaven que classifiquessin Perú per disputar la Copa del Món de 1990 que es disputava a Itàlia. No obstant, l'equip nacional va patir un daltabaix com a conseqüència d'un accident aeri que va patir l'Alianza Lima el 8 de desembre de 1987. En aquell accident, que portava l'equip peruà, l'avió es va estavellar contra l'oceà Pacífic. Només el pilot va sobreviure; entre els morts hi havia el seleccionador peruà, Marcos Calderón, així com diversos jugadors internacionals peruans, com ara el porter José González Ganoza i la futura possible estrella Luis Escobar. Posteriorment, Perú no va estar ni remotament proper a classificar-se per la Copa del Món fins a la fase de classificació de França '98, quan no va aconseguir classificar-se per només un gol de diferència. Aquest equip aconseguiria, no obstant, adjudicar-se la copa Kirin, disputada al Japó (compartint títol amb Bèlgica) i quedant tercer a la Copa d'Or de la CONCACAF de 2000, que Perú va disputar com a convidat.

### 2000-2018
Ja al segle xxi, la classificació per la Copa del Món va continuar sense ser possible per Perú. Segons l'historiador Charles F. Walker, els problemes disciplinaris dels jugadors peruans van causar els mals resultats de la selecció peruana i de la pròpia lliga nacional. Els problemes a la FPF, particularment quan n'era president Manuel Burga, encara van aprofundir més la crisi al futbol peruà (la FIFA va arribar a suspendre el país per disputar competicions internacionals a la fi de l'any 2008, quan el govern peruà investigava casos de corrupció a la pròpia FPF). Tot i així, Perú va tornar a guanyar la Copa Kirin els anys 2005 i 2011, a més de quedar en tercera posició a la Copa Amèrica de 2011. A principis del 2015, l'empresari Edwin Oviedo es va convertir en el nou president de la FPF, en substitució de Burga, que més tard seria jutjat per diversos delictes quan estava al capdavant de la federació. La FPF no va trigar a nomenar Ricardo Gareca com el nou seleccionador peruà, el març de 2015. Després de dirigir l'equip a una tercera plaça en la Copa Amèrica de 2015 i als quarts de final en l'edició especial del centenari, Gareca va aconseguir classificar el combinat peruà per disputar la Copa del Món de 2018.
El seleccionat peruà va tenir la seu de concentració a la ciutat de Moscou i es va allotjar a l'Hotel Sheraton Moscow Sheremetyevo ubicat a 1 km de l'aeroport de Moscou-Sheremétievo. Així mateix, el seu camp d'entrenament va ser l'Arena Jimki seu del FK Jimki de la Lliga Nacional de Futbol de Rússia, la qual està ubicada a 10 km de distància de l'hotel de concentració. Perú va ser ubicat al grup C al costat de les seleccions de Dinamarca, França (equip que posteriorment va aconseguir el títol mundial) i Austràlia. Va perdre per 1:0 davant els equips europeus, quedant eliminat del mundial. Més tard va guanyar 2:0 al seleccionat australià amb gols d'André Carrillo i Paolo Guerrero, acabant en el tercer lloc del seu grup.

## Colors
La selecció peruana de futbol juga amb els colors vermell i blanc, els colors nacionals del país. La seva equipació titular ha estat, des del 1936, pantalons blancs, mitjons blancs i samarreta blanca amb una banda vermella que creua la part frontal, en diagonal, des de l'espatlla esquerra fins al maluc dret, i tornant per l'esquena des del maluc dret fins a l'espatlla esquerra. Aquest esquema bàsic s'ha alterat molt poc al llarg dels anys.
L'equipació del Perú ha estat escollit com un dels dissenys més atractius del món del futbol. Christopher Turpin, productor executiu del programa de notícies All Things Considered de la National Public Radio, va iniciar la iteració, el 1970, "la samarreta més bonica dels partits més bonics" ("the beautiful game's most beautiful shirt"), també descrivint-la com "retro fins i tot el 1970". Miles Kohrman, periodista futbolístic a The New Republic, va referir-se a l'equipació del Perú com "un dels secrets més ben mantinguts del futbol". La versió utilitzada el 1978 va quedar en primera posició d'un llistat realitzat per l'ESPN sobre les "millors samarretes de Copes del Món de tots els temps", descrita com "simple però sorprenentment efectiva".
La primera equipació del perú, realitzada per participar en el Campionat Sud-americà de 1927, estava composta per una samarreta de ratlles vermelles i blanques, pantalons blancs i mitjons negres. A la Copa del Món de 1930, Perú va utilitzar un disseny alternatiu perquè el Paraguai ja havia registrat una equipació similar amb samarretes a ratlles blanques i vermelles. Per diferenciar-se, els peruans van utilitzar samarretes blanques amb un collar vermell, pantalons blancs i mitjons negres. L'equip va afegir una banda vermella horitzontal a la samarreta per disputar el Campionat Sud-americà de 1935. L'any següent, als Jocs Olímpics de Berlín, l'equip va adoptar la icònica diagonal vermella que ha mantingut fins a l'actualitat. Segons l'historiador Jaime Pulgar-Vidal Otálora, la idea d'aquest disseny va venir dels partits de futbol escolars, en els quals els equips portaven bandes de colors sobre l'espatlla per permetre dos equips equipats amb samarretes blanques distingir-se entre ells sobre el camp.
Perú porta al seu escut l'emblema de la Federació Peruana de Futbol. El primer emblema, presentat el 1927, consistia en un escut amb el nom del país i l'acrònim de la federació (FPF). Posteriorment es van fer servir fins a vuit dissenys diferents, essent el més durador un escut francès que va ser vigent entre 1953 i 2014. L'escut tenia la bandera del Perú a la seva base, amb el nom del país o l'actònim de la federació a la seva part superior. Des del 2014 l'escut té un disseny retro, inspirat en el primer, amb la bandera del Perú i l'acrònim de la Federació omplint tota la superfície, emmarcat tot en un marc daurat.
Vuit empreses esportives han fabricat l'equipació de la selecció peruana. En primer lloc, l'empresa alemanya Adidas va fabricar la samarreta el 1978, i posteriorment també ho va fer entre 1983 i 1985. La FPF també ha contractat empreses del Brasil (Penalty, 1981–82), Canadà (Power, 1989-1991), Itàlia (Diadora, 1991-1992), Anglaterra (Umbro, 1996-1997), i una altra d'Alemanya (Puma, 1987-1989). L'equip també ha estat subministrat per tres empreses locals: Calvo Sporwear (1986-1987), Polmer (1993-1995) i Walon Sport (1998-2010). Umbro va tornar a ser contractada a partir del 2010, essent l'empresa que produeix l'equipació pel Mundial de futbol de 2018; l'agost d'aquell any la FPF iniciarà un contracte amb l'empresa equatoriana Marathon Sports.
El 2023, la FPF va signar un contracte amb Adidas fins al 2026.

### Evolució de l'uniforme
| (1927-1929) | (1901-1911) | (1935)      | (1936-1974) | (1975-1977) | (1978-1981) | (1982-1989) | (1990-1995) |
| (1996-2001) | (2001-2002) | (2003-2007) | (2007-2009) | (2010)      | (2011)      | (2012)      | (2012-2013) |
| (2014-2015) |             |             |             |             |             |             |             |

## Palmarès
- 2 Copa Amèrica de futbol: 1939, 1975
- 5 Jocs Bolivarians: 1938, 1947, 1961, 1973, 1981

## Estadi
La seu tradicional de la selecció peruana és l'estadi nacional del país, l'Estadio Nacional de Lima, on l'equip acostuma a jugar els seus partits com a local i que disposa d'una capacitat per 45.000 espectadors. L'actual terreny de joc és la tercera encarnació de l'Estadio Nacional, renovat durant l'administració d'Alan García. La seva reinauguració oficial, el 24 de juliol de 2011, va marcar la celebració del 88è aniversari de la inauguració del terreny de joc original, que va obrir el mateix dia del 1923.
Per celebrar el centenari de la independència del Perú d'Espanya, la comunitat britànica de Lima va donar l'Estadio Nacional original, una estructura de fusta amb capacitat per 6.000 persones. La construcció va començar el 28 de juliol de 1921 amb la presència del president Augusto B. Leguía. La remodelació de l'estadi, que es va reinaugurar el 27 d'octubre de 1952 sota la presidència de Manuel A. Odría, va ser precedida per una gran campanya per la seva renovació liderada per Miguel Dasso, president de la Sociedad de Beneficencia de Lima. L'estadi renovat tenia una estructura de ciment i una capacitat més gran, arribant fins als 53.000 espectadors. En la seva darrera renovació, el 2011, es va incloure la construcció de plaques per cobrir l'exterior, un sistema d'il·luminació intern multicolor, dues pantalles gegants LED i 375 suites privades.
Una característica distintiva del terreny de joc és la Torre Miguel Dasso, situada a la part nord, que conté sales de luxe (renovada el 2004). Actualment, l'Estadio Nacional disposa d'un camp de gespa natural, resinstal·lat com a part de la renovació realitzada el 2011. Amb anterioritat, la FPF hi havia instal·lat un camp de gespa artificial per la Copa del Món sub-17 de 2005, convertint-lo en l'únic estadi nacional de la CONMEBOL amb aquesta superfície. Tot i que el camp de futbol tenia una catalogació de "FIFA Star II", la certificació més elevada atorgada a camps artificials, els jugadors han acusat la gespa artificial de provocar-los lesions, com ara cremades o rascades.
Perú també ha disputat, a vegades, partits en altres estadis com a local. Fora de la regió desèrtica costanera de Lima, l'atmosfera més prima i la gran altitud de l'Estadio Garcilaso de la Vega de Cusco han estat descrites com proveïdores d'un avantatge estratègic pel Perú contra alguns equips visitants. Altres estadis on ha jugat la selecció nacional són els altres dos terrenys de joc de Lima, l'Estadio Alejandro Villanueva de l'Alianza i l'Estadio Monumental de l'Universitario.
Els terrenys d'entrenament de la selecció es troben al complex esportiu Villa Deportiva Nacional (VIDENA), al districte de San Luis de Lima. Des del 1981, el complex està gestionat per l'Institut Peruà de l'Esport (IPD). El 2017, després que l'equip es classifiqués per disputar la Copa del Món de Rússia, la Federació Peruana de Futbol va anunciar la creació d'un nou complex, el Centre d'Equips Nacionals, al districte de Chaclacayo de la capital. El nou complex disposarà de sis camps d'entrenament per les seleccions masculina i femenina, tant per les seleccions absolutes com per les categories inferiors.

## Aficionats
El futbol és l'esport més popular del Perú des de principis de la dècada de 1920. Originalment era un esport practicat exclusivament per l'elit anglòfila de Lima i per expatriats anglesos, apartada de la resta de la ciutat; no obstant, a partir de la dècada de 1900 es va convertir en part integral de la cultura popular de la ciutat. A partir de les dècades següents, el govern d'Augusto B. Leguía va institucionalitzar la pràctica d'aquest esport com un passatemps nacional, promovent i organitzant el seu desenvolupament. Conseqüentment, la selecció nacional del país es va convertir en part de la identitat nacional del Perú. Segons l'historiador Carlos Aguirre, el fervor nacionalista que va aparèixer durant la fase de classificació de la Copa del Món de 1970 va ser conseqüència de l'intent del govern revolucionari del general Juan Velasco Alvarado de lligar l'èxit de l'equip amb els canvis culturals, socials i psicològics provocats pel nou projecte polític del país.
Els aficionats al futbol peruans són coneguts pel seu càntic ¡Arriba Perú!, així com pel seu ús de la tradicional música criolla, per expressar el seu suport tant durant els partits de l'equip com durant els partits dels seus clubs. La música criolla va atreure l'atenció nacional i internacional amb l'aparició de les grans corporacions de mitjans de comunicació durant la dècada de 1930, convertint-se en un símbol reconeixible del Perú i la seva cultura. Els himnes més populars de l'equip són Perú Campeón, una polca criolla que glorifica la classificació del Perú per la Copa del Món de Mèxic de 1970, i Contigo Perú, un vals crioll que el diari El Comercio considera "l'himne dels equips nacionals peruans". La incapacitat de la selecció peruana per arribar a cap fase final del mundial entre 1986 i 2018, va fonamentar la nostàlgia dels aficionats per l'època daurada de la dècada de 1970, incrementant així encara més la popularitat de l'himne Perú Campeón.
El desastre de l'Estadio Nacional, del 24 de maig de 1964, involucrant els aficionats peruans, se cita com una de les tragèdies més importants de la història del futbol. En el transcurs d'un partit de classificació pels Jocs Olímpics de 1964 entre el Perú sub-20 i l'Argentina, l'àrbitre uruguaià Angel Payos va invalidar un gol que hauria suposat l'empat pels peruans. Els aficionats van començar a llançar míssils des de les graderies mentre dos aficionats invadien el camp i atacaven l'àrbitre. La policia, aleshores, va llançar gas lacrimogen contra la multitud, provocant una estampida; intentant escapar, els aficionats van concentrar-se contra les portes tancades de l'estadi. Un total de 315 persones van morir en el caos, amb més de 500 més resultant ferides.

## Rivalitats

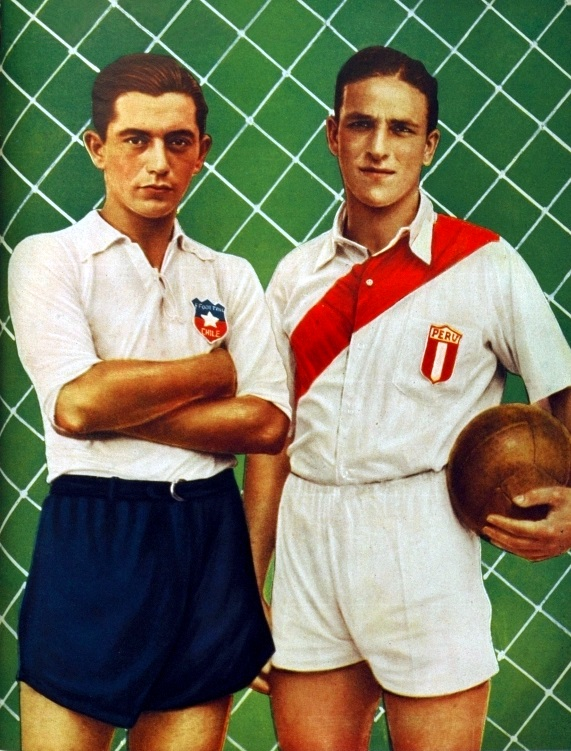
El xilè Raúl Toro i el peruà Teodoro Fernández, contrincants al Campionat Sud-americà de 1937

La selecció peruana de futbol manté rivalitats destacades amb els seus veïns xilens i equatorians. Els peruans tenen un rècord favorable contra l'Equador, però mantenen un registre negatiu amb Xile. Perú es va enfrontar amb tots dos rivals al Campionat Sud-americà de 1939 a Lima, essent també el primer cop que s'enfrontava amb l'Equador en partit oficial; Perú va guanyar els dos partits. Perú també va derrotar els seus dos rivals en la fase de classificació per la Copa del Món de l'Argentina de 1978, eliminant directament als dos equips.
La rivalitat futbolística entre Perú i Xile es coneix, en castellà, com el Clásico del Pacífico ("Clàssic del Pacífic"). L'editor de la CNN World Sport Greg Duke considera que es tracta d'una de les rivalitats més importants del món del futbol, situant-la en el top ten. Perú es va enfrontar amb Xile per primera vegada durant el Campionat Sud-americà de 1935, aconseguint la victòria per 1-0. La rivalitat futbolística entre el Perú i Xile és, en part, un reflex del conflicte geopolític que mantenen els dos països veïns, però també resultat de l'intent de les dues seleccions de ser considerades com el millor equip de la costa pacífica de Sud-amèrica, tenint en compte que la seva confederació ha estat històricament dominada per països situats a la costa atlàntica (Brasil, Argentina i Uruguai). Tradicionalment, els dos països han competit per ser considerades la quarta selecció nacional més important de Sud-amèrica. També han discutit la invenció de la tisoreta; els peruans l'anomenen chalaca, mentre que els xilens l'anomenen xilena.
La rivalitat entre l'Equador i el Perú sorgeix del conflicte fronterer que ha existit històricament entre els dos països, ja durant el segle xix. El 1995, després de la breu guerra del Cenepa, la CONMEBOL va preveure l'alteració de la fase de grups de la Copa Amèrica d'aquell any per evitar que es produís un partit entre les dues seleccions, però al final no ho va fer. Segons l'historiador cultural Michael Handelsman, els aficionats equatorians consideren les derrotes contra Colòmbia i Perú com "una excusa per lamentar-se de la incapacitat de l'Equador d'establir-se a si mateix com un poder futbolístic internacional". Handelsman afegeix que "aquestes rivalitats són intenses, i els partits sempre contenen un element d'orgull nacional i honor".

## Jugadors

### Actuals
Els següents jugadors han estat convocats per disputar la Copa del Món de la FIFA de 2018.

Partits i gols actualitzats a 3 de juny de 2018.
| Dorsal | Posició | Jugador             | Data de naixement/edat     | Partits | Gols | Club                 |
| ------ | ------- | ------------------- | -------------------------- | ------- | ---- | -------------------- |
| 1      | GK      | Pedro Gallese       | 23 Febrer 1990 (28 anys)   | 38      | 0    | Veracruz             |
| 2      | DF      | Alberto Rodríguez   | 31 Març 1984 (34 anys)     | 59      | 0    | Atlético Junior      |
| 3      | DF      | Aldo Corzo          | 20 Maig 1989 (29 anys)     | 25      | 0    | Universitario        |
| 4      | DF      | Anderson Santamaría | 10 Gener 1992 (26 anys)    | 4       | 0    | Puebla               |
| 5      | DF      | Miguel Araujo       | 24 Octubre 1994 (23 anys)  | 7       | 0    | Alianza Lima         |
| 6      | DF      | Miguel Trauco       | 25 Agost 1992 (25 anys)    | 27      | 0    | Flamengo             |
| 7      | MF      | Paolo Hurtado       | 27 Juliol 1990 (27 anys)   | 31      | 3    | Vitória de Guimarães |
| 8      | MF      | Christian Cueva     | 23 Novembre 1991 (26 anys) | 44      | 8    | São Paulo            |
| 9      | FW      | Paolo Guerrero      | 1 Gener 1984 (34 anys)     | 88      | 34   | Flamengo (capità)    |
| 10     | FW      | Jefferson Farfán    | 26 Octubre 1984 (33 anys)  | 84      | 25   | Lokomotiv Moscow     |
| 11     | FW      | Raúl Ruidíaz        | 25 Juliol 1990 (27 anys)   | 30      | 4    | Morelia              |
| 12     | GK      | Carlos Cáceda       | 27 Setembre 1991 (26 anys) | 4       | 0    | Deportivo Municipal  |
| 13     | MF      | Renato Tapia        | 28 Juliol 1995 (22 anys)   | 23      | 1    | Feyenoord            |
| 14     | MF      | Andy Polo           | 29 Setembre 1994 (23 anys) | 17      | 1    | Portland Timbers     |
| 15     | DF      | Christian Ramos     | 4 Novembre 1988 (29 anys)  | 66      | 3    | Veracruz             |
| 16     | MF      | Wilder Cartagena    | 23 Setembre 1994 (23 anys) | 3       | 0    | Veracruz             |
| 17     | DF      | Luis Advíncula      | 2 Març 1990 (28 anys)      | 65      | 0    | Lobos BUAP           |
| 18     | FW      | André Carrillo      | 14 Juny 1991 (27 anys)     | 45      | 5    | Watford              |
| 19     | MF      | Yoshimar Yotún      | 7 Abril 1990 (28 anys)     | 73      | 2    | Orlando City         |
| 20     | FW      | Edison Flores       | 14 Maig 1994 (24 anys)     | 29      | 9    | AaB                  |
| 21     | GK      | José Carvallo       | 1 Març 1986 (32 anys)      | 6       | 0    | UTC                  |
| 22     | DF      | Nilson Loyola       | 26 Octubre 1994 (23 anys)  | 3       | 0    | Melgar               |
| 23     | MF      | Pedro Aquino        | 13 Abril 1995 (23 anys)    | 13      | 0    | Lobos BUAP           |

### Històrics

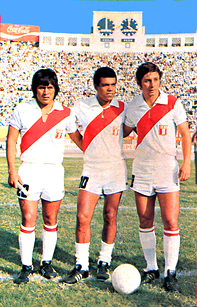
Hugo Sotil, Teófilo Cubillas i Roberto Challe (d'esquerra a dreta) a l'Estadio Nacional, el 1973

En un informe publicat per CONMEBOL el 2008 es descrivia el Perú per haver exhibit, tradicionalment, un "estil de futbol elegant, tècnic i fi", exaltant-lo com "un dels exponents més lleials del talent futbolístic sud-americà". El 2017, l'entrenador argentí Ricardo Gareca va descriure els jugadors peruans com "tècnics, forts físicament i adaptables", afegint que aquesta adaptabilitat era el resultat de la geografia diversa del país.
Els jugadors peruans citats a l'informe de la CONMEBOL com "autèntics artistes de la pilota" eren els davanters Teófilo Cubillas, Pedro Pablo León i Hugo Sotil, el defensa Héctor Chumpitaz i els centrecampistes Roberto Challe, César Cueto, José del Solar i Roberto Palacios. Cubillas, centrecampista ofensiu i davanter conegut popularment com El Nene, és considerat com el millor jugador de la història del Perú. Chumpitaz acostuma a citar-se com el millor defensa; Witzig l'enumera entre els seus "millors jugadors de l'era moderna", recordant-lo com "un gran lector del joc amb excel·lent toc de pilota i distribució, qui dirigia una acceptable defensa per ajudar l'ofensiva peruana". El Gráfico, un diari argentí, descriu Cueto, Cubillas i José Velásquez com, col·lectivament, el millor centre del camp del món el 1978.
Abans de l'aparició de Cubillas, Teodoro "Lolo" Fernández, un davanter amb el sobrenom de El Cañonero, era considerat el millor jugador peruà, principalment per la potència del seu xut, el seu lideratge i la lleialtat a l'Universitario. Fernández va ser un membre destacat del Rodillo Negro durant la dècada de 1930, juntament amb Alejandro Villanueva i Juan Valdivieso. Fernández marcava la majoria dels gols de l'equip; el seu company ofensiu, el dotat davanter Villanueva, impressionava per les seves habilitats acrobàtiques. El porter Valdivieso tenia la reputació de ser un gran aturador de penalts gràcies a les seves condicions atlètiques.
El 1972, equips representant Europa i Sud-amèrica van disputar un partit amistós a Basilea (Suïssa) en benefici dels nens sense llar. Cubillas, Chumpitaz, Sotil i Julio Baylón van jugar amb l'equip americà, que va guanyar per 2-0; Cubillas va marcar el primer gol. Els partits van disputar un partit similar l'any següent, al Camp Nou de Barcelona, amb l'objectiu global de combatre la pobresa. Cubillas, Chumpitaz i Sotil van tornar a participar-hi, amb Chumpitaz actuant com a capità de l'equip sud-americà. Tots els peruans van anotar en un partit que va acabar en empat a 4-4, resultant en victòria americana per 7-6 a la tanda de penalts.

## Entrenadors

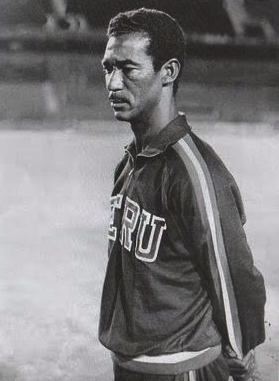
Didi va dirigir Perú a la Copa del Món de 1970 a Mèxic.

Un total de 59 entrenadors han liderat la selecció peruana de futbol des del 1927; d'aquests, 36 han estat peruans i 23 estrangers. Analistes esportius i historiadors en general consideren que els entrenadors més exitosos de la història han estat l'anglès Jack Greenwell i el peruà Marcos Calderón. El primer va dirigir Perú a la victòria durant els Jocs Bolivarians de 1938 i el Campionat Sud-americà de 1939, i el segon va dirigir la selecció a la victòria a la Copa Amèrica de 1975 i durant la fase final de la Copa del Món de 1978. Hi ha hagut tres seleccionadors més que han aconseguit títols amb la selecció: Juan Carlos Oblitas, Freddy Ternero i Sergio Markarián van aconseguir adjudicar-se la Copa Kiri, disputada al Japó, els anys 1999, 2005 i 2011, respectivament.
Poc després de formar-se la selecció peruana de futbol, la FPF va convidar als entrenadors uruguaians Pedro Olivieri i Julio Borelli perquè dirigissin l'equip. Olivieri va ser el primer nomenament de la Federació, dirigint l'equip al Campionat Sud-americà de 1927, principalment per la seva experiència prèvia dirigint la selecció uruguaiana. Borelli es va convertir en el segon seleccionador peruà, entrenant l'equip al Campionat Sud-americà de 1929, després d'haver estat uns anys al país exercint d'àrbitre. L'espanyol Francisco Bru, el tercer entrenador del Perú i primer que dirigia l'equip en una Copa del Món, l'any 1930, amb anterioritat havia estat el primer seleccionador de la selecció espanyola. Finalment la FPF va escollir el primer seleccionador peruà, Telmo Carbajo, que va entrenar l'equip durant el Campionat Sud-americà de 1935. Des del 2015, l'entrenador de l'equip és l'argentí Ricardo Gareca.
Hi ha hagut entrenadors que han realitzat canvis substancials a l'estil de joc de la selecció nacional, entre els quals destaquen l'hongarès György Orth i els brasilers Didi i Tim. Orth va entrenar Perú entre 1957 i 1959; l'historiador esportiu Andreas Campomar cita la "brutal victòria per 4-1 contra Anglaterra a Lima" com una evidència de la influència positiva que Orth va exercir sobre el joc ofensiu de l'equip peruà. Víctor Benítez, centrecampista defensiu sota les ordres d'Orth, atribueix a l'hongarès el fet que va maximitzar el potencial de l'equip disposant cada jugador en el punt del camp on era més òptim. Didi va entrenar el Perú entre 1968 i 1970, dirigint l'equip durant la fase final de la Copa del Món de 1970; Campomar atribueix a les tàctiques de Didi el motiu pel qual Perú va desplegar un estil de futbol molt fluid. Placar, un diari esportiu brasiler, atribueix a Tim, que va dirigir la selecció peruana a la Copa del Món de 1982, el desplegament d'un equip que jugava de manera bonica, combinant eficiència amb l'estil que la gent pensava que només existia al Brasil.
Llistat d'entrenadors de la selecció
| Entrenador           | Període   |
| -------------------- | --------- |
| Pedro Olivieri       | 1927      |
| Julio Borrelli       | 1929      |
| Francesc Bru         | 1930      |
| Telmo Carbajo        | 1935      |
| Alberto Denegri      | 1936–1937 |
| Jack Greenwell       | 1938–1939 |
| Domingo Arrillaga    | 1941      |
| Ángel Fernández Roca | 1942      |
| José Arana Cruz      | 1947      |
| Arturo Fernández     | 1949      |
| Alfonso Huapaya      | 1952      |
| William Cook         | 1953      |
| Ángel Fernández Roca | 1953      |
| Juan Valdivieso      | 1954–1955 |
| Arturo Fernández     | 1956      |
| Gyorgy Orth          | 1957–1959 |
| Marcos Calderón      | 1960–1961 |
| José Gomes Nogueira  | 1962      |
| Juan Valdivieso      | 1963      |
| Marcos Calderón      | 1965      |
| José Gomes Nogueira  | 1966      |
| Marcos Calderón      | 1966–1967 |
| Didí                 | 1968–1970 |
| Alejandro Heredia    | 1971      |
| Lajos Baróti         | 1972      |
| Roberto Scarone      | 1972–1973 |
| Marcos Calderón      | 1975      |
| Alejandro Heredia    | 1976      |
| Marcos Calderón      | 1977–1978 |

| Entrenador               | Període   |
| ------------------------ | --------- |
| José Chiarella           | 1979      |
| Juan José Tan            | 1980      |
| Marcos Calderón          | 1980      |
| Alejandro Heredia        | 1981      |
| Tim                      | 1981–1982 |
| Juan José Tan            | 1983      |
| Moisés Barack            | 1984–1985 |
| Roberto Challe Olarte    | 1985      |
| Manuel Mayorga           | 1986      |
| Fernando Cuéllar         | 1987      |
| José Fernández           | 1988–1989 |
| José Macia               | 1989      |
| Miguel Company           | 1991      |
| Vladimir Popović         | 1992–1993 |
| Miguel Company           | 1994–1995 |
| Juan Carlos Oblitas      | 1996–1997 |
| Freddy Ternero           | 1997      |
| Juan Carlos Oblitas      | 1997–1999 |
| Francisco Maturana       | 1999–2000 |
| Julio César Uribe        | 2000–2001 |
| Paulo Autuori            | 2003–2005 |
| Freddy Ternero           | 2005      |
| Franco Navarro           | 2006      |
| Julio César Uribe        | 2007      |
| José Guillermo del Solar | 2007–2009 |
| Sergio Markarián         | 2010–2013 |
| Pablo Bengoechea         | 2014      |
| Ricardo Gareca           | 2015–2022 |
| Juan Reynoso             | 2022–     |

## Estadístiques en competicions

### Copa del Món de la FIFA

Partit entre Perú i Romania durant la Copa del Món de 1930

Perú ha participat en la fase final de la Copa del Món en cinc ocasions. La selecció peruana va participar en la primera Copa del Món, celebrada el 1930, per invitació, i ha participat en la fase de classificació de tots els tornejos des del 1958, classificant-se per la fase final en quatre ocasions: el 1970, el 1978, el 1982 i el 2018. El seu rècord històric en fase de classificació, a data de 2017, és de 42 victòries, 36 empats i 69 derrotes. A la fase final, Perú ha aconseguit 5 victòries, ha empatat 3 partits i n'ha perdut 10, marcant 21 gols i rebent-ne 33. Perú va guanyar el premi al joc net de la primera Copa del Món, essent l'únic equip que no va veure cap targeta (ni groga ni vermella) durant tota la competició. Perú té el dubtós honor d'haver-se enfrontat amb el campió de la competició durant la primera fase de totes les competicions que ha disputat.
Luis de Souza Ferreira va marcar el primer gol del Perú en una Copa del Món, el 14 de juliol de 1930 en un partit contra Romania. José Velásquez va marcar el gol més ràpid en una fase final a l'anotar als dos minuts d'un partit contra l'Iran l'11 de juny de 1978. Jefferson Farfán és el màxim golejador de l'equip en fase de classificació, havent anotat un total de 16 gols. Teófilo Cubillas és el màxim golejador peruà a la fase final de la Copa del Món, aconseguint 10 gols en 13 partits. En el marc de la competició de 1930, un peruà va ser el primer jugador expulsat en una Copa del Món (la seva identitat és disputada). Ramón Quiroga disposa del rècord inusual de ser l'únic porter en haver comès una falta a camp contrari durant un partit de la fase final de la Copa del Món.
| 1930  | 1a ronda              | 10s                   | 2                     | 0                     | 0                     | 2                     | 1                     | 4                     | Classificats com a convidats | Classificats com a convidats | Classificats com a convidats | Classificats com a convidats | Classificats com a convidats | Classificats com a convidats | Souza Ferreira (1)                        | Bru              |
| 1934  | Es van retirar        | Es van retirar        | Es van retirar        | Es van retirar        | Es van retirar        | Es van retirar        | Es van retirar        | Es van retirar        |                              |                              |                              |                              |                              |                              |                                           |                  |
| 1938  | No es van classificar | No es van classificar | No es van classificar | No es van classificar | No es van classificar | No es van classificar | No es van classificar | No es van classificar |                              |                              |                              |                              |                              |                              |                                           |                  |
| 1950  | Es van retirar        | Es van retirar        | Es van retirar        | Es van retirar        | Es van retirar        | Es van retirar        | Es van retirar        | Es van retirar        |                              |                              |                              |                              |                              |                              |                                           |                  |
| 1954  | Es van retirar        | Es van retirar        | Es van retirar        | Es van retirar        | Es van retirar        | Es van retirar        | Es van retirar        | Es van retirar        |                              |                              |                              |                              |                              |                              |                                           |                  |
| 1958  | No es van classificar | No es van classificar | No es van classificar | No es van classificar | No es van classificar | No es van classificar | No es van classificar | No es van classificar | 2                            | 0                            | 1                            | 1                            | 1                            | 2                            | Terry (1)                                 | Orth             |
| 1962  | No es van classificar | No es van classificar | No es van classificar | No es van classificar | No es van classificar | No es van classificar | No es van classificar | No es van classificar | 2                            | 0                            | 1                            | 1                            | 1                            | 2                            | Delgado (1)                               | Calderón         |
| 1966  | No es van classificar | No es van classificar | No es van classificar | No es van classificar | No es van classificar | No es van classificar | No es van classificar | No es van classificar | 4                            | 2                            | 0                            | 2                            | 8                            | 6                            | León (3)                                  | Calderón         |
| 1970  | Quarts de final       | 7s                    | 4                     | 2                     | 0                     | 2                     | 9                     | 9                     | 4                            | 2                            | 1                            | 1                            | 7                            | 4                            | Cubillas (6)                              | Didi             |
| 1974  | No es van classificar | No es van classificar | No es van classificar | No es van classificar | No es van classificar | No es van classificar | No es van classificar | No es van classificar | 3                            | 1                            | 0                            | 2                            | 3                            | 4                            | Sotil (2)                                 | Scarone          |
| 1978  | 2a ronda              | 8s                    | 6                     | 2                     | 1                     | 3                     | 7                     | 12                    | 6                            | 3                            | 2                            | 1                            | 13                           | 3                            | Cubillas (5)                              | Calderón         |
| 1982  | 1a ronda              | 20s                   | 3                     | 0                     | 2                     | 1                     | 2                     | 6                     | 4                            | 2                            | 2                            | 0                            | 5                            | 2                            | La Rosa (3)                               | Tim              |
| 1986  | No es van classificar | No es van classificar | No es van classificar | No es van classificar | No es van classificar | No es van classificar | No es van classificar | No es van classificar | 8                            | 3                            | 2                            | 3                            | 10                           | 9                            | Navarro (3)                               | Challe           |
| 1990  | No es van classificar | No es van classificar | No es van classificar | No es van classificar | No es van classificar | No es van classificar | No es van classificar | No es van classificar | 4                            | 0                            | 0                            | 4                            | 2                            | 8                            | del Solar, González (1)                   | Pepe             |
| 1994  | No es van classificar | No es van classificar | No es van classificar | No es van classificar | No es van classificar | No es van classificar | No es van classificar | No es van classificar | 6                            | 0                            | 1                            | 5                            | 4                            | 12                           | Soto, Muchotrigo, Palacios, del Solar (1) | Popović          |
| 1998  | No es van classificar | No es van classificar | No es van classificar | No es van classificar | No es van classificar | No es van classificar | No es van classificar | No es van classificar | 16                           | 7                            | 4                            | 5                            | 19                           | 20                           | Palacios (6)                              | Oblitas          |
| 2002  | No es van classificar | No es van classificar | No es van classificar | No es van classificar | No es van classificar | No es van classificar | No es van classificar | No es van classificar | 18                           | 4                            | 4                            | 10                           | 14                           | 25                           | Pajuelo, Palacios, Pizarro, Solano (2)    | Maturana, Uribe  |
| 2006  | No es van classificar | No es van classificar | No es van classificar | No es van classificar | No es van classificar | No es van classificar | No es van classificar | No es van classificar | 18                           | 4                            | 6                            | 8                            | 20                           | 28                           | Farfán (7)                                | Autuori, Ternero |
| 2010  | No es van classificar | No es van classificar | No es van classificar | No es van classificar | No es van classificar | No es van classificar | No es van classificar | No es van classificar | 18                           | 3                            | 4                            | 11                           | 11                           | 34                           | Fano (3)                                  | del Solar        |
| 2014  | No es van classificar | No es van classificar | No es van classificar | No es van classificar | No es van classificar | No es van classificar | No es van classificar | No es van classificar | 16                           | 4                            | 3                            | 9                            | 17                           | 26                           | Farfán (5)                                | Markarián        |
| 2018  | 1a ronda              | 20s                   | 3                     | 1                     | 0                     | 2                     | 2                     | 2                     | 20                           | 8                            | 6                            | 6                            | 29                           | 26                           | Guerrero (6)                              | Gareca           |
| 2022  | No es van classificar | No es van classificar | No es van classificar | No es van classificar | No es van classificar | No es van classificar | No es van classificar | No es van classificar |                              |                              |                              |                              |                              |                              |                                           |                  |
| 2026  | Per determinar        | Per determinar        | Per determinar        | Per determinar        | Per determinar        | Per determinar        | Per determinar        | Per determinar        |                              |                              |                              |                              |                              |                              |                                           |                  |
| 2030  | Per determinar        | Per determinar        | Per determinar        | Per determinar        | Per determinar        | Per determinar        | Per determinar        | Per determinar        |                              |                              |                              |                              |                              |                              |                                           |                  |
| 2034  | Per determinar        | Per determinar        | Per determinar        | Per determinar        | Per determinar        | Per determinar        | Per determinar        | Per determinar        |                              |                              |                              |                              |                              |                              |                                           |                  |
| Total | Quarts de final       | Quarts de final       | 15                    | 4                     | 3                     | 8                     | 19                    | 31                    | 149                          | 43                           | 37                           | 69                           | 164                          | 211                          |                                           |                  |

### Copa Amèrica

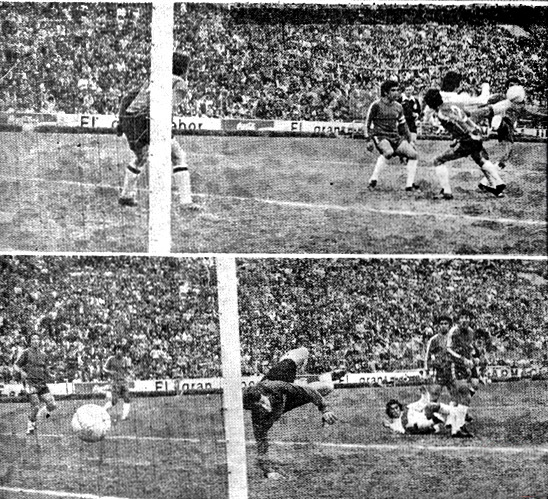
Partit entre Perú i Xile durant la Copa Amèrica de 1975

La selecció peruana ha participat en 31 edicions de la Copa Amèrica, des del 1927, aconseguint proclamar-se campiona de la competició en dues ocasions (el 1939 i el 1975). El país ha estat hoste de la competició en sis ocasions (1927, 1935, 1939, 1953, 1957 i 2004). En el còmput global de la competició, Perú ha aconseguit 52 victòries, 33 empats i 57 derrotes. Perú va aconseguir el premi al joc net en l'edició de 2015.
Demetrio Neyra va marcar el primer gol del Perú en aquesta competició el 13 de novembre de 1927, en un partit contra Bolívia. Christian Cueva ha marcat el gol més matiner de la selecció andina, gràcies al seu gol als dos minuts contra el Brasil, el 14 de juny de 2015. En tres ocasions, Perú va tenir el màxim golejador del torneig: Teodoro Fernández, el 1939, i Paolo Guerrero, en aquest cas en les edicions de 2011 i 2015. Fernández, tercer màxim golejador de la competició, va ser nomenat millor jugador de l'edició de 1939; Teófilo Cubillas, escollit millor jugador l'any 1975, és l'únic peruà que també ha aconseguit aquest trofeu.
Perú va aconseguir el seu primer títol continental el 1939, després de guanyar el Campionat Sud-americà derrotant l'Equador, Xile, Paraguai i l'Uruguai. Era la primera vegada que una selecció que no fos Brasil, Uruguai o l'Argentina aconseguia el títol. Perú va tornar a guanyar el títol el 1975, quan va guanyar la primera Copa Amèrica en què hi participaven tots els membres de la CONMEBOL. Perú va quedar en primera posició a la fase de grups, eliminant Xile i Bolívia, i després va derrotar el Brasil a la semifinal, en un enfrontament a doble partit; va vèncer1-3 al Brasil però, després, va caure derrotat al Perú per 0-2. Finalment va passar a la final per sorteig. La final, contra Colòmbia, també va quedar empatada (Colòmbia va vèncer 1-0 a Bogotà i Perú ho va fer per 2-0 a Lima); en el partit de desempat, jugat a Caracas, Perú va guanyar per 1-0.

#### Perú a la Copa Amèrica de 1939
| Equip    | PJ | V | E | L | GF | GC | DG  | Pts |
| -------- | -- | - | - | - | -- | -- | --- | --- |
| Perú     | 4  | 4 | 0 | 0 | 13 | 4  | +9  | 8   |
| Uruguai  | 4  | 3 | 0 | 1 | 13 | 5  | +8  | 6   |
| Paraguai | 4  | 2 | 0 | 2 | 9  | 8  | +1  | 4   |
| Xile     | 4  | 1 | 0 | 3 | 8  | 12 | −4  | 2   |
| Equador  | 4  | 0 | 0 | 4 | 4  | 18 | −14 | 0   |

| Perú                                            | 5–2 | Equador          |
| ----------------------------------------------- | --- | ---------------- |
| T. Fernández 6', 34', 77' · J. Alcalde 16', 58' |     | Alcívar 55', 89' |

| Perú                                          | 3–1 | Xile          |
| --------------------------------------------- | --- | ------------- |
| T. Fernández 46', 65' (pen.) · J. Alcalde 80' |     | Domínguez 55' |

| Perú                                   | 3–0 | Paraguai |
| -------------------------------------- | --- | -------- |
| T. Fernández 11', 30' · J. Alcalde 78' |     |          |

| Perú                        | 2–1 | Uruguai   |
| --------------------------- | --- | --------- |
| J. Alcalde 7' · Bielich 35' |     | Porta 44' |

#### Perú a la Copa Amèrica de 1975

##### Primera ronda
| Equip   | PJ | V | E | D | GF | GC | DG | Pts |
| ------- | -- | - | - | - | -- | -- | -- | --- |
| Perú    | 4  | 3 | 1 | 0 | 8  | 3  | +5 | 7   |
| Xile    | 4  | 1 | 1 | 2 | 7  | 6  | +1 | 3   |
| Bolívia | 4  | 1 | 0 | 3 | 3  | 9  | −6 | 2   |

| Xile         | 1–1 | Perú      |
| ------------ | --- | --------- |
| Crisosto 10' |     | Rojas 72' |

| Bolívia | 0–1 | Perú        |
| ------- | --- | ----------- |
|         |     | Ramírez 17' |

| Perú                                        | 3–1 | Bolívia          |
| ------------------------------------------- | --- | ---------------- |
| Ramírez 7' (pen.) · Cueto 26' · Oblitas 52' |     | Mezza 58' (pen.) |

| Perú                                  | 3–1 | Xile               |
| ------------------------------------- | --- | ------------------ |
| Rojas 3' · Oblitas 32' · Cubillas 39' |     | Carlos Reinoso 76' |

##### Semifinals
| Brasil             | 1–3 | Perú                              |
| ------------------ | --- | --------------------------------- |
| Roberto Batata 54' |     | Casaretto 19', 88' · Cubillas 82' |

| Perú | 0–2 | Brasil                           |
| ---- | --- | -------------------------------- |
|      |     | Meléndez 10' (p.p.) · Campos 61' |

##### Final
| Colòmbia   | 1–0 | Perú |
| ---------- | --- | ---- |
| Castro 38' |     |      |

| Perú                      | 2–0 | Colòmbia |
| ------------------------- | --- | -------- |
| Oblitas 18' · Ramírez 44' |     |          |

###### Play-off final
| Perú      | 1–0 | Colòmbia |
| --------- | --- | -------- |
| Sotil 25' |     |          |

| GK             |  | Sartor    |  |       |
| DF             |  | Soria     |  |       |
| DF             |  | Mélendez  |  |       |
| DF             |  | Chumpitaz |  |       |
| DF             |  | Díaz      |  |       |
| MF             |  | Quesada   |  |       |
| MF             |  | Ojeda     |  |       |
| MF             |  | Rojas     |  | Surt  |
| FW             |  | Cubillas  |  |       |
| FW             |  | Sotil     |  |       |
| FW             |  | Oblitas   |  |       |
| Substitutions: |  |           |  |       |
| FW             |  | Ramírez   |  | Entra |
| Manager:       |  |           |  |       |
| Calderón       |  |           |  |       |

| GK             |  | Zape     |  |       |
| DF             |  | Segovia  |  |       |
| DF             |  | Zárate   |  |       |
| DF             |  | Escobar  |  |       |
| DF             |  | Bolaño   |  |       |
| MF             |  | Umaña    |  | Surt  |
| MF             |  | Calero   |  |       |
| MF             |  | Ortiz    |  |       |
| MF             |  | Arboleda |  |       |
| FW             |  | Díaz     |  | Surt  |
| FW             |  | Campaz   |  |       |
| Substitucions: |  |          |  |       |
| MF             |  | Retat    |  | Entra |
| FW             |  | Castro   |  | Entra |
| Manager:       |  |          |  |       |
| Sánchez        |  |          |  |       |

| Copa Amèrica 1975 |
| ----------------- |
| Perú              |
| Perú Segon títol  |

| Resultats de Perú al Campionat Sud-americà/Copa Amèrica | Resultats de Perú al Campionat Sud-americà/Copa Amèrica | Resultats de Perú al Campionat Sud-americà/Copa Amèrica | Resultats de Perú al Campionat Sud-americà/Copa Amèrica | Resultats de Perú al Campionat Sud-americà/Copa Amèrica | Resultats de Perú al Campionat Sud-americà/Copa Amèrica | Resultats de Perú al Campionat Sud-americà/Copa Amèrica | Resultats de Perú al Campionat Sud-americà/Copa Amèrica | Resultats de Perú al Campionat Sud-americà/Copa Amèrica | Resultats de Perú al Campionat Sud-americà/Copa Amèrica | Resultats de Perú al Campionat Sud-americà/Copa Amèrica | Resultats de Perú al Campionat Sud-americà/Copa Amèrica | Resultats de Perú al Campionat Sud-americà/Copa Amèrica | Resultats de Perú al Campionat Sud-americà/Copa Amèrica | Resultats de Perú al Campionat Sud-americà/Copa Amèrica | Resultats de Perú al Campionat Sud-americà/Copa Amèrica | Resultats de Perú al Campionat Sud-americà/Copa Amèrica | Resultats de Perú al Campionat Sud-americà/Copa Amèrica | Resultats de Perú al Campionat Sud-americà/Copa Amèrica | Resultats de Perú al Campionat Sud-americà/Copa Amèrica | Resultats de Perú al Campionat Sud-americà/Copa Amèrica | Resultats de Perú al Campionat Sud-americà/Copa Amèrica |
| Campionat Sud-americà (1916–1967)                       | Campionat Sud-americà (1916–1967)                       | Campionat Sud-americà (1916–1967)                       | Campionat Sud-americà (1916–1967)                       | Campionat Sud-americà (1916–1967)                       | Campionat Sud-americà (1916–1967)                       | Campionat Sud-americà (1916–1967)                       | Campionat Sud-americà (1916–1967)                       | Campionat Sud-americà (1916–1967)                       | Campionat Sud-americà (1916–1967)                       |                                                         | Copa Amèrica (Des del 1975)                             | Copa Amèrica (Des del 1975)                             | Copa Amèrica (Des del 1975)                             | Copa Amèrica (Des del 1975)                             | Copa Amèrica (Des del 1975)                             | Copa Amèrica (Des del 1975)                             | Copa Amèrica (Des del 1975)                             | Copa Amèrica (Des del 1975)                             | Copa Amèrica (Des del 1975)                             | Copa Amèrica (Des del 1975)                             | Copa Amèrica (Des del 1975)                             |
| Any                                                     | Pos                                                     | PJ                                                      | V                                                       | E                                                       | D                                                       | GF                                                      | GC                                                      | MG (gols)                                               | Seleccionador                                           | Any                                                     | Ronda                                                   | Pos                                                     | PJ                                                      | V                                                       | E                                                       | D                                                       | GF                                                      | GC                                                      | MG (gols)                                               | Seleccionador                                           |                                                         |
| ------------------------------------------------------- | ------------------------------------------------------- | ------------------------------------------------------- | ------------------------------------------------------- | ------------------------------------------------------- | ------------------------------------------------------- | ------------------------------------------------------- | ------------------------------------------------------- | ------------------------------------------------------- | ------------------------------------------------------- | ------------------------------------------------------- | ------------------------------------------------------- | ------------------------------------------------------- | ------------------------------------------------------- | ------------------------------------------------------- | ------------------------------------------------------- | ------------------------------------------------------- | ------------------------------------------------------- | ------------------------------------------------------- | ------------------------------------------------------- | ------------------------------------------------------- | ------------------------------------------------------- |
| 1916–1926                                               | No va entrar                                            | No va entrar                                            | No va entrar                                            | No va entrar                                            | No va entrar                                            | No va entrar                                            | No va entrar                                            | No va entrar                                            | No va entrar                                            | 1975                                                    | Finals                                                  | 1er                                                     | 9                                                       | 6                                                       | 1                                                       | 2                                                       | 14                                                      | 7                                                       | Oblitas, Ramírez (3)                                    | Calderón                                                |                                                         |
| 1927                                                    | 3er                                                     | 3                                                       | 1                                                       | 0                                                       | 2                                                       | 4                                                       | 11                                                      | Villanueva, Sarmiento, Neyra, Montellanos (1)           | Olivieri                                                | 1979                                                    | Semifinals                                              | 4rt                                                     | 2                                                       | 0                                                       | 1                                                       | 1                                                       | 1                                                       | 2                                                       | Mosquera (1)                                            | Chiarella                                               |                                                         |
| 1929                                                    | 4rt                                                     | 3                                                       | 0                                                       | 0                                                       | 3                                                       | 1                                                       | 12                                                      | Lizarbe (1)                                             | Borrelli                                                | 1983                                                    | Semifinals                                              | 3rd                                                     | 6                                                       | 2                                                       | 3                                                       | 1                                                       | 7                                                       | 6                                                       | Malásquez (3)                                           | Tan                                                     |                                                         |
| 1935                                                    | 3rd                                                     | 3                                                       | 1                                                       | 0                                                       | 2                                                       | 2                                                       | 5                                                       | Montellanos, Fernández (1)                              | Carbajo                                                 | 1987                                                    | 1a ronda                                                | 6th                                                     | 2                                                       | 0                                                       | 2                                                       | 0                                                       | 2                                                       | 2                                                       | La Rosa, Reyna (1)                                      | Cuéllar                                                 |                                                         |
| 1937                                                    | 6è                                                      | 5                                                       | 1                                                       | 1                                                       | 3                                                       | 7                                                       | 10                                                      | Villanueva, Fernández (2)                               | Denegri                                                 | 1989                                                    | 1a ronda                                                | 8è                                                      | 4                                                       | 0                                                       | 3                                                       | 1                                                       | 4                                                       | 7                                                       | Hirano (2)                                              | Pepe                                                    |                                                         |
| 1939                                                    | 1er                                                     | 4                                                       | 4                                                       | 0                                                       | 0                                                       | 13                                                      | 4                                                       | Fernández (7)                                           | Greenwell                                               | 1991                                                    | 1a ronda                                                | 8è                                                      | 4                                                       | 1                                                       | 0                                                       | 3                                                       | 9                                                       | 9                                                       | Hirano, del Solar (2)                                   | Company                                                 |                                                         |
| 1941                                                    | 4rt                                                     | 4                                                       | 1                                                       | 0                                                       | 3                                                       | 5                                                       | 5                                                       | Fernández (3)                                           | Arrillaga                                               | 1993                                                    | Quarterfinals                                           | 7è                                                      | 4                                                       | 1                                                       | 2                                                       | 1                                                       | 4                                                       | 5                                                       | del Solar (3)                                           | Popović                                                 |                                                         |
| 1942                                                    | 5è                                                      | 6                                                       | 1                                                       | 2                                                       | 3                                                       | 5                                                       | 10                                                      | Fernández (2)                                           | Fernández                                               | 1995                                                    | 1a ronda                                                | 10è                                                     | 3                                                       | 0                                                       | 1                                                       | 2                                                       | 2                                                       | 2                                                       | Hurtado, Palacios (1)                                   | Company                                                 |                                                         |
| 1945–1946                                               | Retirat                                                 | Retirat                                                 | Retirat                                                 | Retirat                                                 | Retirat                                                 | Retirat                                                 | Retirat                                                 | Retirat                                                 | Retirat                                                 | 1997                                                    | Semifinals                                              | 4rt                                                     | 6                                                       | 3                                                       | 0                                                       | 3                                                       | 5                                                       | 11                                                      | Hidalgo, Cominges (2)                                   | Ternero                                                 |                                                         |
| 1947                                                    | 5è                                                      | 7                                                       | 2                                                       | 2                                                       | 3                                                       | 12                                                      | 9                                                       | Gómez, Guzmán (3)                                       | Arana                                                   | 1999                                                    | Quarts de final                                         | 6è                                                      | 4                                                       | 2                                                       | 1                                                       | 1                                                       | 7                                                       | 6                                                       | Holsen (2)                                              | Oblitas                                                 |                                                         |
| 1949                                                    | 3er                                                     | 7                                                       | 5                                                       | 0                                                       | 2                                                       | 20                                                      | 13                                                      | Castillo (4)                                            | Fernández                                               | 2001                                                    | Quarts de final                                         | 8è                                                      | 4                                                       | 1                                                       | 1                                                       | 2                                                       | 4                                                       | 8                                                       | Pajuelo, del Solar, Holsen, Lobatón (1)                 | Uribe                                                   |                                                         |
| 1955                                                    | 3er                                                     | 5                                                       | 2                                                       | 2                                                       | 1                                                       | 13                                                      | 11                                                      | Gómez Sánchez (6)                                       | Valdivieso                                              | 2004                                                    | Quarts de final                                         | 7è                                                      | 4                                                       | 1                                                       | 2                                                       | 1                                                       | 7                                                       | 6                                                       | Solano (2)                                              | Autuori                                                 |                                                         |
| 1953                                                    | 5è                                                      | 6                                                       | 3                                                       | 1                                                       | 2                                                       | 4                                                       | 6                                                       | Gómez Sánchez (2)                                       | Fernández                                               | 2007                                                    | Quarts de final                                         | 7è                                                      | 4                                                       | 1                                                       | 1                                                       | 2                                                       | 5                                                       | 8                                                       | Pizarro (2)                                             | Uribe                                                   |                                                         |
| 1956                                                    | 6è                                                      | 5                                                       | 0                                                       | 1                                                       | 4                                                       | 6                                                       | 11                                                      | Drago (2)                                               | Fernández                                               | 2011                                                    | Semifinals                                              | 3er                                                     | 6                                                       | 3                                                       | 1                                                       | 2                                                       | 8                                                       | 5                                                       | Guerrero (5)                                            | Markarián                                               |                                                         |
| 1957                                                    | 4rt                                                     | 6                                                       | 4                                                       | 0                                                       | 2                                                       | 12                                                      | 9                                                       | Terry (5)                                               | Orth                                                    | 2015                                                    | Semifinals                                              | 3er                                                     | 6                                                       | 3                                                       | 1                                                       | 2                                                       | 8                                                       | 5                                                       | Guerrero (4)                                            | Gareca                                                  |                                                         |
| 1959                                                    | 4rt                                                     | 6                                                       | 1                                                       | 3                                                       | 2                                                       | 10                                                      | 11                                                      | Loayza (5)                                              | Orth                                                    | 2016                                                    | Quarts de final                                         | 5è                                                      | 4                                                       | 2                                                       | 1                                                       | 1                                                       | 4                                                       | 2                                                       | Cueva, Flores, Guerrero, Ruidíaz (1)                    | Gareca                                                  |                                                         |
| 1959                                                    | No va entrar                                            | No va entrar                                            | No va entrar                                            | No va entrar                                            | No va entrar                                            | No va entrar                                            | No va entrar                                            | No va entrar                                            | No va entrar                                            | 2019                                                    | Per determinar                                          | Per determinar                                          | Per determinar                                          | Per determinar                                          | Per determinar                                          | Per determinar                                          | Per determinar                                          | Per determinar                                          | Per determinar                                          | Per determinar                                          |                                                         |
| 1963                                                    | 5è                                                      | 6                                                       | 2                                                       | 1                                                       | 3                                                       | 8                                                       | 11                                                      | Gallardo (4)                                            | Valdivieso                                              | 2023                                                    | Per determinar                                          | Per determinar                                          | Per determinar                                          | Per determinar                                          | Per determinar                                          | Per determinar                                          | Per determinar                                          | Per determinar                                          | Per determinar                                          | Per determinar                                          |                                                         |
| 1967                                                    | Retirat                                                 | Retirat                                                 | Retirat                                                 | Retirat                                                 | Retirat                                                 | Retirat                                                 | Retirat                                                 | Retirat                                                 | Retirat                                                 | 2027                                                    | Per determinar                                          | Per determinar                                          | Per determinar                                          | Per determinar                                          | Per determinar                                          | Per determinar                                          | Per determinar                                          | Per determinar                                          | Per determinar                                          | Per determinar                                          |                                                         |
| Total                                                   | 1er                                                     | 71                                                      | 28                                                      | 13                                                      | 33                                                      | 122                                                     | 138                                                     | 14                                                      | 11                                                      | Total                                                   | Finals                                                  | 1st                                                     | 66                                                      | 23                                                      | 20                                                      | 23                                                      | 81                                                      | 86                                                      | 21                                                      | 11                                                      |                                                         |

### Copa d'Or de la CONCACAF
Perú va participar en la cinquena edició de la Copa d'Or de la CONCACAF, l'any 2000, juntament amb Colòmbia i Corea del Sud, com a equips convidats. El rècord històric de l'equip en aquesta competició és d'1 victòria, 1 empat i 2 derrotes.
Ysrael Zúñiga va marcar el primer gol de l'equip en aquesta competició el 14 de febrer de 2000, en un partit contra la selecció haitiana. Roberto Palacios, màxim golejador de l'equip a la competició amb dos gols en quatre partits, va guanyar-se un lloc a l'equip del torneig, comprès pels 11 millors jugadors d'aquella edició de la competició.
Perú va passar a la segona ronda del torneig tot i no guanyar cap partit, quedant en segona posició del grup B, només darrere de la selecció estatunidenca. Més tard Perú va derrotar la selecció hondurenya per 5-3, en un partit que va acabar un minut abans del previst per culpa d'una invasió de camp protagonitzada pels irats aficionats hondurenys. Finalment, Colòmbia va derrotar el Perú en semifinals, en un partit que va acabar 2-1 i que va incloure un gol en pròpia del peruà Marcial Salazar.

### Jocs Olímpics

Perú jugant contra Àustria durant els Jocs Olímpics de 1936

La selecció absoluta peruana ha disputat els Jocs Olímpics en una ocasió, durant els Jocs Olímpics disputats a Berlín el 1936. L'equip multiracial que va competir en aquella edició ha estat descrit, per part de l'historiador David Goldblatt, com "la joia de la primera delegació olímpica del país". Va acabar amb dues victòries, marcant 11 gols i només rebent-ne 5.
Teodoro Fernández va marcar el primer gol del país al torneig en un partit contra Finlàndia el 6 d'agost, acabant com el màxim golejdaor de l'equip amb sis gols en dos partits, inclòs l'únic hat-trick de les Olimpíades.
El Campionat Sud-americà de 1935 va servir com una fase de classificació del torneig olímpic de 1936. Uruguai va guanyar sense perdre cap partit i rgentina va quedar en segona posició, però cap de les dues seleccions va anar als Jocs per causes econòmiques. Perú, que havia quedat tercer, va representar Sud-amèrica. La selecció peruana va iniciar el torneig vencent a Finlàndia per 7-3, enfrontant-se posteriorment a Àustria, dirigida per Jimmy Hogan i coneguda popularment com el Wunderteam, a quarts de final. Després que el partit acabés en empat a 2, Perú va marcar dos gols durant el temps afegit per acabar el partit vencent per 4-2. Perú havia d'enfrontar-se amb Polònia a les semifinals, però esdeveniments succeïts fora del camp van provocar la retirada de la delegació olímpica peruana abans del partit.

## Rècords i resultats
La selecció peruana de futbol ha disputat un total de 610 partits des del 1927, incloent els amistosos. La victòria més gran aconseguida pel Perú va ser el 9-1 contra l'Equador disputat l'11 d'agost de 1938, en el marc dels Jocs Bolivarians, a Colòmbia. La derrota més àmplia, el 7-0 contra el Brasil durant la Copa Amèrica de 1997 disputada a Bolívia.
El jugador peruà que ha disputat més partits és Roberto Palacios, que va representar el país en 128 ocasions entre 1992 i 2007. El segon és Héctor Chumpitaz, amb 105 partits; Jorge Soto és tercer amb 101. El porter que ha disputat més partits és Óscar Ibáñez, que va disputar 50 partits entre 1998 i 2005; el segueix Miguel Miranda, amb 47 aparicions, i Ramón Quiroga, tercer, amb 40.
El màxim golejador històric de l'equip és Paolo Guerrero, que ha marcat 39 gols en 86 partits. El segueixen Teófilo Cubillas, que va marcar 26 gols en 81 partits, i Teodoro Fernández, amb 24 gols en 32 partits. Claudio Pizarro va marcar el gol més matiner del Perú, abans del primer minut de joc en un partit contra Mèxic disputat el 20 d'agost de 2003.
L'actual capità del Perú és el davanter Paolo Guerrero. El centrecampista Leopoldo Basurto va ser el primer capità de l'equip. El defensa Héctor Chumpitaz és el capità que ha estat més temps al càrrec, entre 1965 i 1981. El davanter Claudio Pizarro és el segon que més temps ho ha estat, entre 2003 i 2016. Altres capitans destacats de la selecció nacional han estat Rubén Díaz (1981-1985), Julio César Uribe (1987-1989), Juan Reynoso (1993-1999) i Nolberto Solano (2000-2003).